# 中日本マルチメディア放送
中日本マルチメディア放送株式会社（なかにほんマルチメディアほうそう）は、かつて存在した移動受信用地上基幹放送の認定基幹放送事業者である。

## 概要
地上アナログテレビ放送停波後のVHF-Low帯（90-108MHz）を利用するマルチメディア放送i-dioの認定基幹放送事業者である。
i-dioは6広域圏と北海道の7放送対象地域でのマルチメディア放送を企図したもので、東海・北陸広域圏の番組編成を担当するものとして設立された。
主要株主は、i-dioの統括会社である株式会社ジャパンマルチメディア放送（旧称・BIC株式会社）、ジャパンエフエムネットワーク、エフエム愛知。
2016年（平成28年）に名古屋局と静岡局が、2017年（平成29年）に浜松局が開局。
愛知県と三重県と静岡県の各一部で放送を開始した。
静岡局は焼津市が導入した災害情報伝達システムV-ALERT対応局であった。
しかし2019年（令和元年）にi-dioは業績不振であることが、エフエム東京のTOKYO SMARTCASTに対する不正な株取引に端を発した粉飾決算により表面化し、中日本マルチメディア放送も赤字が累積。エフエム東京はi-dioの事業継続を断念した。
詳細はエフエム東京#不正会計問題を参照
2020年（令和2年）に放送を終了し静岡局のV-ALERT業務のみ継続していたが、2021年（令和3年）にこれも終了し解散した。

## 事業収支
決算公告から抜粋。
| 年度       | 資産        | 負債        | 資本金      | 資本準備金  | 利益剰余金    | 出典                  |
| ---------- | ----------- | ----------- | ----------- | ----------- | ------------- | --------------------- |
| 平成27年度 | 416,349,804 | 1,094,205   | 222,180,000 | 200,580,000 | －7,504,401   | 2016年3月期貸借対象表 |
| 平成28年度 | 551,103,446 | 190,369,122 | 222,180,000 | 200,580,000 | －62,025,676  | 2017年3月期貸借対象表 |
| 平成29年度 | 447,586,492 | 158,859,812 | 222,180,000 | 200,580,000 | －134,033,020 | 2018年3月期貸借対象表 |
| 平成30年度 | 358,615,097 | 146,596,055 | 222,180,000 | 200,580,000 | －210,740,858 | 2019年3月期貸借対象表 |
| 令和元年度 | 122,164,307 | 10,034,398  | 222,180,000 | 200,580,000 | －310,630,091 | 2020年3月期貸借対象表 |
| 令和2年度  | 107,745,868 | 964,580     | 222,180,000 | 200,580,000 | －315,978,712 | 2021年3月期貸借対象表 |
| 単位は円   |             |             |             |             |               |                       |

## 沿革
2009年（平成21年）
- 10月7日 - 中日本マルチメディア放送株式会社設立[10]

2016年（平成28年）
- 6月24日 - 移動受信用地上基幹放送の業務認定を取得[11]
  - 同日に基幹放送局提供事業者VIPが名古屋局の免許取得
- 7月1日 - 名古屋局開局、東海・北陸広域圏での放送開始[12]
- 10月14日 - 静岡局開局[13]

2017年（平成29年）
- 3月17日 - 浜松局開局[14]

2019年（令和元年）
- 12月25日 - ジャパンマルチメディア放送および他の認定基幹放送事業者5社と共に2020年3月31日をもってi-dioを終了[15]、但しV-ALERTは継続[16]と発表

2020年（令和2年）
- 3月31日 - 正午に放送終了[17]
  - 名古屋局・浜松局廃局[18]

2021年（令和3年）
- 3月 - 静岡局廃局[18]
- 5月21日 - 株主総会で解散を決議[19]
- 9月21日 - 清算結了により登記閉鎖[20]、法人格消滅